# Cournanel
Cournanel é uma comuna francesa na região administrativa de Occitânia, no departamento de Aude. Estende-se por uma área de 6,34 km². Em 2010 a comuna tinha 732 habitantes (densidade: 115,5 hab./km²).